# Clyde Vernon Cessna
Clyde Vernon Cessna (5 de dezembro de 1879 - 20 de novembro de 1954) foi um aviador e designer de aviões americano, fundador da Cessna Aircraft Company.
Cessna nasceu em 5 de dezembro de 1879, em Hawthorne, no condado de Montgomery, Iowa, filho de Mary Vandora (Skates) e James William Cessna.